# Bryophaenocladius dentatus
Bryophaenocladius dentatus är en tvåvingeart som först beskrevs av Karl 1937.  Bryophaenocladius dentatus ingår i släktet Bryophaenocladius, och familjen fjädermyggor. Arten är reproducerande i Sverige.